# Eisenerzer Alpen
Eisenerzer Alpen är en bergskedja i Österrike.   Den ligger i förbundslandet Steiermark, i den östra delen av landet, 150 km sydväst om huvudstaden Wien.
I omgivningarna runt Eisenerzer Alpen växer i huvudsak blandskog. Runt Eisenerzer Alpen är det ganska tätbefolkat, med 60 invånare per kvadratkilometer.